# Convention de Stockholm sur les polluants organiques persistants
La convention de Stockholm sur les polluants organiques persistants est un accord international visant à interdire certains produits polluants. La convention a été signée le 22 mai 2001 dans la ville homonyme. Elle est entrée en vigueur le 17 mai 2004. Elle compte 186 membres et 152 pays ont signé.
Elle institue un secrétariat permanent : celui-ci fut temporairement basé à Genève et définitivement attribué à cette ville le 6 mai 2005 par une décision consensuelle des États membres prise à Punta del Este en Uruguay.
Le budget annuel de l'organisation est de cinq millions de francs suisses dont deux millions de contribution suisse.
La convention interdit (liste noire) certaines substances chimiques très polluantes faisant, dans un premier temps, partie des douze vilains : l'aldrine, le chlordane, la dieldrine, l'endrine, l'heptachlore, l'hexachlorobenzène, le mirex, le toxaphène et les polychlorobiphényles (PCB).
Elle restreint très fortement l'utilisation du DDT.
Elle prévoit également de prévenir et de réduire la formation et le rejet de dioxines et de furane.
En 2025, trois polluants éternels sont ajoutés à la liste noire de la Convention : un pesticide et deux PFAS largement utilisés dans l’industrie et les produits courants. 

## Pays concernés
- Pays ayant signé et ratifié :

- Afghanistan
- Afrique du Sud
- Albanie
- Algérie
- Allemagne
- Angola
- Antigua-et-Barbuda
- Arabie saoudite
- Argentine
- Arménie
- Australie
- Autriche
- Azerbaïdjan
- Bahamas
- Bahreïn
- Bangladesh
- Barbade
- Bélarus
- Belgique
- Belize
- Bénin
- Bolivie (État plurinational de)
- Bosnie-Herzégovine
- Botswana
- Brésil
- Brunéi Darussalam
- Bulgarie
- Burkina Faso
- Burundi
- Cabo Verde
- Cambodge
- Cameroun
- Canada
- Chili
- Chine
- Chypre
- Colombie
- Comores
- Congo
- Costa Rica
- Côte d'Ivoire
- Croatie
- Cuba
- Danemark
- Djibouti
- Dominique
- Égypte
- El Salvador
- Émirats arabes unis
- Équateur
- Érythrée
- Espagne
- Estonie
- États-Unis d'Amérique
- Éthiopie
- Ex-République yougoslave de Macédoine
- Fédération de Russie
- Fidji
- Finlande
- France
- Gabon
- Gambie
- Géorgie
- Ghana
- Grèce
- Guatemala
- Guinée
- Guinée-Bissau
- Guyana
- Haïti
- Honduras
- Hongrie
- Îles Cook
- Îles Marshall
- Îles Salomon
- Inde
- Indonésie
- Iran (République islamique d')
- Irlande
- Islande
- Israël
- Italie
- Jamaïque
- Japon
- Jordanie
- Kazakhstan
- Kenya
- Kirghizistan
- Kiribati
- Koweït
- Lesotho
- Lettonie
- Liban
- Libéria
- Libye
- Liechtenstein
- Lituanie
- Luxembourg
- Madagascar
- Malaisie
- Malawi
- Maldives
- Mali
- Malte
- Maroc
- Maurice
- Mauritanie
- Mexique
- Micronésie (États fédérés de)
- Monaco
- Mongolie
- Monténégro
- Mozambique
- Myanmar
- Namibie
- Nauru
- Népal
- Nicaragua
- Niger
- Nigéria
- Nioué
- Norvège
- Nouvelle-Zélande
- Oman
- Ouganda
- Pakistan
- Palaos
- Panama
- Papouasie-Nouvelle-Guinée
- Paraguay
- Pays-Bas
- Pérou
- Philippines
- Pologne
- Portugal
- Qatar
- République arabe syrienne
- République centrafricaine
- République de Corée
- République démocratique du Congo
- République démocratique populaire lao
- République de Moldova
- République dominicaine
- République populaire démocratique de Corée
- République tchèque
- République-Unie de Tanzanie
- Roumanie
- Royaume-Uni de Grande-Bretagne et d'Irlande du Nord
- Rwanda
- Sainte-Lucie
- Saint-Kitts-et-Nevis
- Saint-Vincent-et-les Grenadines
- Samoa
- Sao Tomé-et-Principe
- Sénégal
- Serbie
- Seychelles
- Sierra Leone
- Singapour
- Slovaquie
- Slovénie
- Somalie
- Soudan
- Sri Lanka
- Suède
- Suisse
- Suriname
- Swaziland
- Tadjikistan
- Tchad
- Thaïlande
- Togo
- Tonga
- Trinité-et-Tobago
- Tunisie
- Turquie
- Tuvalu
- Ukraine
- Union européenne
- Uruguay
- Vanuatu
- Venezuela (République bolivarienne du)
- Viêt Nam
- Yémen
- Zambie
- Zimbabwe

- Pays ayant signé mais n'ayant pas encore ratifié la convention de Stockholm : (d'après le site de la convention)

- Algérie
- Belgique
- Belize
- Bosnie-Herzégovine
- Bangladesh
- Brunei
- Cambodge
- Cameroun
- Colombie
- Comores
- Congo
- Croatie
- Cuba
- États-Unis
- Gabon
- Géorgie
- Guatemala
- Guinée
- Guinée Bissau
- Haïti
- Hongrie
- Indonésie
- Irlande
- Israël
- Jamaïque
- Kazakhstan
- Koweït
- Kyrgyzstan
- Liban
- Lituanie
- Malaisie
- Malawi
- Malte
- Népal
- Pakistan
- Palau
- Pologne
- République de Corée
- Arabie Saoudite
- Serbie et Monténégro
- Seychelles
- Soudan
- Surinam
- Tajikistan
- Trinidad et Tobago
- Ukraine
- Zambie
- Zimbabwe

## Substances concernées
La première version de la convention remonte à 2001 et comportait douze substances (les « douze vilains ») réparties en trois catégories : annexe A (production et usage à éliminer), annexe B (production et usage à restreindre), et annexe C (production non intentionnelle, à restreindre et si possible à éliminer).
En 2009 un amendement ajoute neuf entrées correspondant à une autre douzaine substances dont l'emblématique chlordécone, et aux dérivés de l'une d'elles, qui sont versées en majorité à l'annexe A (référence C.N.524.2009.TREATIES-4). En 2011 l'inscription de l'endosulfan à l'annexe A fait l'objet d'un amendement dédié (référence C.N.703.2011.TREATIES-8), de même que pour l'hexabromocyclododécane en 2013 (référence C.N.934.2013.TREATIES-XXVII.15). En 2015 un amendement modifie les annexes A et C par l'ajout de trois substances (référence C.N.681.2015.TREATIES-XXVII.15), et de même en 2017 trois nouvelles substances sont ajoutées (référence C.N.766.2017.TREATIES-XXVII.15).
En 2019 un nouvel amendement ajoute trois substances avec les dérivés de deux d'entre elles, et modifie les dispositions de 2009 relatives à l'acide perfluorooctanesulfonique (référence  C.N.588.2019.TREATIES-XXVII.15).
| Substance                                                                                | Numéro(s) CAS                                                                     | Année d'inscription | Annexe(s) | Dérogations spécifiques (et/ou buts acceptables) | Dérogations spécifiques (et/ou buts acceptables) |
| Substance                                                                                | Numéro(s) CAS                                                                     | Année d'inscription | Annexe(s) | Pour la production | Pour l'usage |
| ---------------------------------------------------------------------------------------- | --------------------------------------------------------------------------------- | ------------------- | --------- | --- | --- |
| acide perfluorohexanesulfonique (PFHxS) avec ses sels et composés apparentés             | div.                                                                              | 2022                | A         | aucune | aucune |
| acide perfluorooctanesulfonique avec ses sels, et fluorure de perfluorooctanesulfonyle   | 1763-23-1 29457-72-5, 29081-56-9, 70225-14-8, 56773-42-3, 251099-16-8 et 307-35-7 | 2009 (modif. 2019)  | B         | buts acceptables : en vue des usages spécifiés, ou en tant qu'intermédiaire pour la synthèse de substances destinées aux usages spécifiés dérogations spécifiques : telle qu'autorisée pour les parties inscrites au registre | buts acceptables : photo-imagerie, photorésines et revêtements anti-reflets pour semi-conducteurs, gravure de semi-conducteurs composés et de filtres céramiques, fluides hydrauliques pour l'aviation, métallisation, mousses anti-incendie, certains appareils médicaux, appâts pour la lutte contre les fourmis coupeuses de feuilles dérogations spécifiques : photomasques dans les industries des semi-conducteurs et des écrans à cristaux liquides, métallisation, composants électriques et électroniques, insecticides, production pétrolière chimiquement assistée, tapis, cuir et habillement, etc. |
| acide perfluorooctanoïque avec ses sels et composés apparentés                           | 335-67-1                                                                          | 2019                | A         | telle qu'autorisée pour les parties inscrites au registre, sauf mousses anti-incendie | procédés de photolithographie et de gravure, revêtements photographiques appliqués aux films, vêtements professionnels hydrofuges ou oléofuges, dispositifs médicaux invasifs ou implantables, production de PTFE et PVDF pour certaines applications, etc. |
| aldrine                                                                                  | 300-00-2                                                                          | 2001                | A         | aucune | aucune |
| chlordane                                                                                | 57-74-9                                                                           | 2001                | A         | aucune | aucune |
| chlordécone                                                                              | 143-50-0                                                                          | 2009                | A         | aucune | aucune |
| DDT                                                                                      | 50-29-3                                                                           | 2001                | B         | en vue des usages spécifiés, en l'absence d'alternative de même efficacité, et en accord avec les recommandations de l'OMS | contrôle des vecteurs de maladies humaines (notamment le paludisme et la leishmaniose viscérale) |
| décabromodiphényléther                                                                   | 1163-19-5                                                                         | 2017                | A         | telle qu'autorisée pour les parties inscrites au registre | pièces de certains véhicules, certains aéronefs, textiles ignifugés (hors vêtements et jouets), éléments d'appareils ménagers chauffants, mousse polyuréthane pour l'isolation des bâtiments |
| dicofol                                                                                  | 115-32-2                                                                          | 2019                | A         | aucune | aucune |
| dieldrine                                                                                | 60-57-1                                                                           | 2001                | A         | aucune | aucune |
| endosulfan                                                                               | 115-29-7 959-98-8 33213-65-9                                                      | 2011                | A         | telle qu'autorisée pour les parties inscrites au registre | certaines combinaisons cultures/parasites (21 cultures et plusieurs dizaines de parasites) |
| endrine                                                                                  | 72-20-8                                                                           | 2001                | A         | aucune | aucune |
| heptachlore                                                                              | 76-44-8                                                                           | 2001                | A         | aucune | aucune |
| hexabromodiphényléthers et heptabromodiphényléthers                                      | 68631-49-2, 207122-15-4 et 446255-22-7, 207122-16-5                               | 2009                | A         | aucune | recyclage et réutilisation d'objets contenant ces substances, à condition que l'objectif ne soit pas spécifiquement de recueillir les substances pour les réutiliser |
| hexabromobiphényle                                                                       | 36355-01-8                                                                        | 2009                | A         | aucune | aucune |
| hexabromocyclododécane                                                                   | 3194-55-6                                                                         | 2013                | A         | telle qu'autorisée pour les parties inscrites au registre | polystyrène expansé et extrudé employé dans le secteur du bâtiment |
| hexachlorobenzène                                                                        | 118-74-1                                                                          | 2001                | A,C       | aucune | aucune |
| hexachlorobutadiène                                                                      | 87-68-3                                                                           | 2015                | A,C       | aucune | aucune |
| lindane                                                                                  | 58-89-9                                                                           | 2009                | A         | aucune | traitement de deuxième ligne de la pédiculose et de la gale |
| mirex                                                                                    | 2385-85-5                                                                         | 2001                | A         | aucune | aucune |
| paraffines chlorées à chaînes courtes (C10-C13 avec une teneur massique en chlore > 48%) | 85535-84-8 68920-70-7, 71011-12-6, 85536-22-7, 85681-73-8, 108171-26-2            | 2017                | A         | en vue des usages spécifiés | fabrication de courroies de transmission en caoutchouc, industrie du cuir, additifs lubrifiants, peintures imperméabilisantes et ignifugées, adhésifs, plastifiants secondaires pour le PVC souple (sauf jouets pour enfants) |
| pentachlorobenzène                                                                       | 608-93-5                                                                          | 2009                | A,C       | aucune | aucune |
| pentachlorophénol avec ses sels et esters                                                | 87-86-5 et 131-52-2, 27735-64-4, 3772-94-9                                        | 2015                | A         | telle qu'autorisée pour les parties inscrites au registre | traitement des poteaux électriques et de leurs traverses |
| polychlorobiphényles                                                                     | 1336-36-3                                                                         | 2019                | A,C       | aucune | aucune |
| polychlorodibenzo-p-dioxines                                                             | multiples                                                                         | 2001                | C         | aucune | aucune |
| polychloronaphtalènes                                                                    | multiples                                                                         | 2015                | A,C       | en vue des usages spécifiés | intermédiaires de synthèse des polyfluoronaphtalènes, notamment l'octafluoronaphtalène |
| tétrabromodiphényléthers et pentabromodiphényléthers                                     | 40088-47-9 32534-81-9                                                             | 2009                | A         | aucune | recyclage et réutilisation d'objets contenant ces substances, à condition que l'objectif ne soit pas spécifiquement de recueillir les substances pour les réutiliser |
| toxaphène                                                                                | 8001-35-2                                                                         | 2001                | A         | aucune | aucune |
| α-hexachlorocyclohexane                                                                  | 319-84-6                                                                          | 2009                | A         | aucune | aucune |
| β-hexachlorocyclohexane                                                                  | 319-85-7                                                                          | 2009                | A         | aucune | aucune |

Concernant ce secteur, une autre convention est la Convention de Rotterdam (1998) qui exige entre pays signatires un consentement préalable en connaissance de cause (PIC) pour les échanges internationaux de certains produits chimiques et pesticides dangereux (le pays importateurs doit reçevoir toutes les informations nécessaires avant d’autoriser l’entrée de ces substances sur leur territoire, renforçant ainsi la transparence et la sécurité).